# Scopula napariata
Scopula napariata är en fjärilsart som beskrevs av Achille Guenée 1858. Scopula napariata ingår i släktet Scopula och familjen mätare. Inga underarter finns listade.